# غرايم بيرمان
غرايم بيرمان (بالإنجليزية: Graeme Pearman)‏ (مواليد 1941) كان رئيس هيئة البحوث الأسترالية، مسؤول عن أبحاث الغلاف الجوي في أستراليا في الفترة 1992-2002؛ وهو خبير دولي فيما يتعلق بتغير المناخ. ترك غرايم هيئة البحوث الأسترالية عام 2004 لتأسيس شركته الاستشارية الخاصة وتولّى منصبًا في جامعة موناش. غالباً ما يُقدّم بيانات موجزة لوسائل الإعلام والحكومة والصناعة والجماعات البيئية.
نشر بيرمان أكثر من 150 ورقة علمية. من الجوائز الرئيسية التي حصل عليها ميدالية CSIRO عام 1988 وجائزة UNEP Global 500 1989. انتخب زميلًا للأكاديمية الأسترالية للعلوم عام 1989 وزميلًا في الجمعية الملكية في فيكتوريا عام 1997. حصل على وسام أستراليا عام 1999، وحصل على وسام المئوية عام 2001.